# 시퀀서

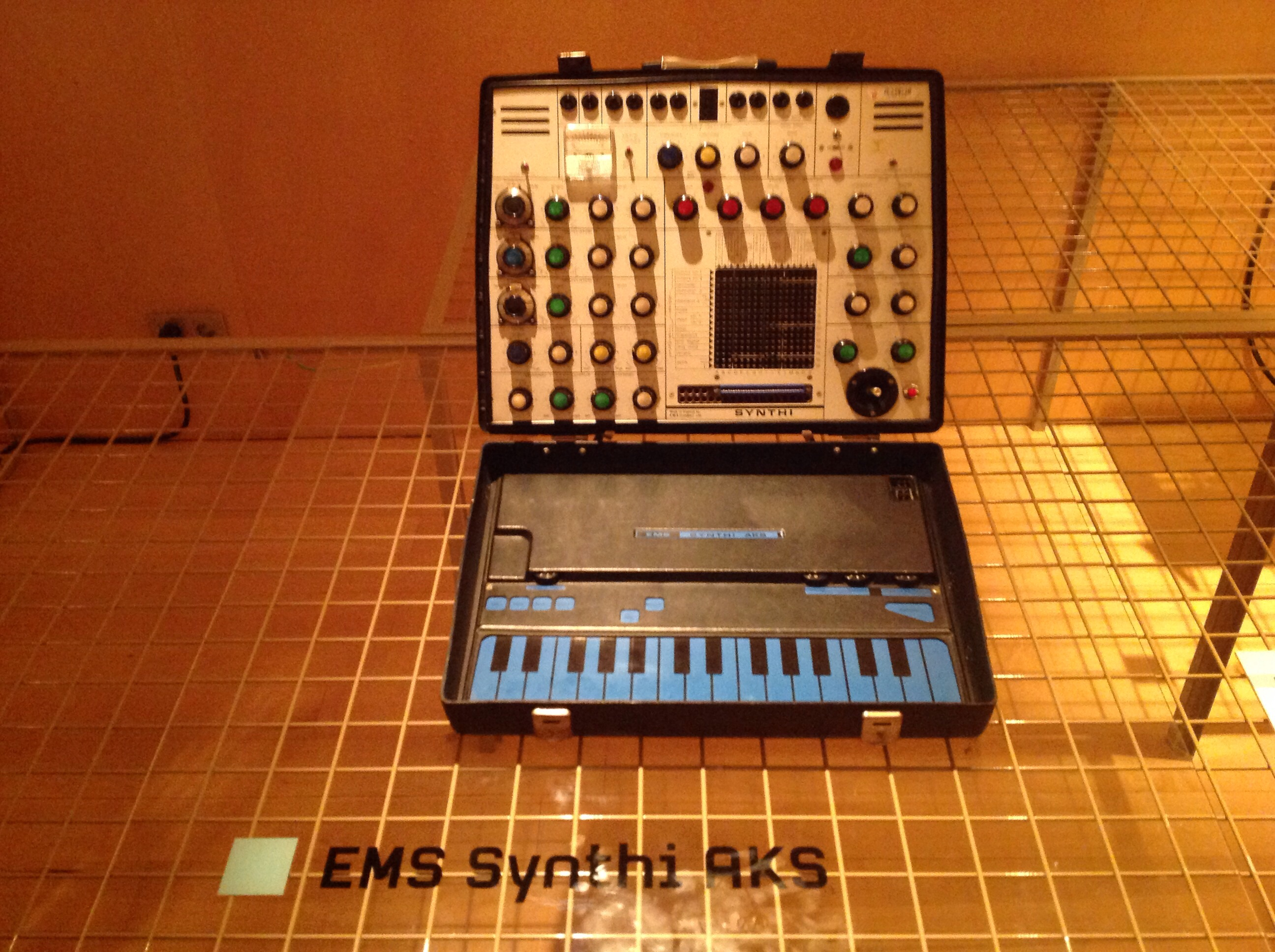

시퀀서(영어: sequencer)는 연주 데이터를 재생하여 자동 연주하는 것을 목적으로 한 장비 또는 소프트웨어를 말한다.

## 역사
1980년대 MIDI(Musical Instrument Digital Interface)와 Atari ST 가정용 컴퓨터의 출현으로 프로그래머는 음악가가 연주하거나 프로그래밍한 음의 시퀀스를 보다 쉽게 녹음하고 재생할 수 있는 소프트웨어를 설계할 수 있었다. 이 소프트웨어는 또한 기계적으로 들리는 경향이 있고 정확히 동일한 지속 시간의 음을 재생할 수 있었던 이전 시퀀서의 품질을 개선했다.
소프트웨어 기반 시퀀서는 음악가가 보다 표현적이고 인간적인 연주를 프로그래밍할 수 있게 해주었다. 이 새로운 시퀀서는 외부 신디사이저, 특히 랙마운트 사운드 모듈을 제어하는 데에도 사용할 수 있으며 더 이상 각 신디사이저에 전용 키보드가 필요하지 않았다. 기술이 발전함에 따라 시퀀서는 멀티트랙 오디오 녹음 기능과 같은 더 많은 기능을 갖게 되었다. 오디오 녹음에 사용되는 시퀀서를 디지털 오디오 워크스테이션(또는 DAW)이라고 한다.
많은 최신 시퀀서를 사용하여 소프트웨어 플러그인으로 구현된 가상 악기를 제어할 수 있다. 이를 통해 뮤지션은 비싸고 번거로운 독립형 신디사이저를 동등한 소프트웨어로 교체할 수 있다. 오늘날 "시퀀서"라는 용어는 소프트웨어를 설명하는 데 자주 사용된다. 그러나 하드웨어 시퀀서는 여전히 존재한다. 워크스테이션 키보드에는 고유한 내장 MIDI 시퀀서가 있다. 드럼 머신과 일부 구형 신디사이저에는 자체 스텝 시퀀서가 내장되어 있다. 독립형 하드웨어 MIDI 시퀀서도 있지만, 소프트웨어 대응물의 더 많은 기능 세트로 인해 시장 수요가 크게 감소했다.

## 분류
음악 시퀀서는 다음과 같은 데이터 유형을 처리하여 분류할 수 있다.
- MIDI 시퀀서의 MIDI 데이터(하드웨어 또는 소프트웨어로 구현)[2]
- 아날로그 시퀀서[3]의 CV/Gate 데이터 및 기타 가능한 경우(CV/Gate 인터페이스를 통해)
- DAW의 믹싱 자동화를 위한 자동화 데이터[4] 및 시퀀싱 기능이 있는 DAW의 소프트웨어 효과 / 악기 플러그인 DAW
- 루프 기반 음악 소프트웨어 등을 포함한 오디오 시퀀서[5]의 오디오 데이터, 또는 그루브 머신 등을 포함한 프레이즈 샘플러. 오디오 시퀀서의 대체 하위 집합은 다음과 같다.

| A typica DAW (Ardour)                                            | DAW(Digital audio workstation)                       |
| A typical loop-based music software (Cubase 6 LoopMash 2)        | 루프 기반 음악 소프트웨어(loop-based music software) |
| A typical Tracker software (Milkytracker)                        | 트래커(tracker)                                      |
| A typical groovebox (Akai MPC60) providing sampler and sequencer | 샘플러(phrase sampler)                               |
|                                                                  | 비트 슬라이싱(beat slicing)                          |